# 胡聘之
胡聘之（1840年—1912年），字蕲生、一字萃臣，号景伊。湖北天门竟陵镇人。晚清官员，洋务运动重要人物。

## 生平
同治三年（1864年）中举人，次年联捷进士。选庶吉士，散馆授翰林院编修。历任会试同考官、四川乡试主考官、侍读学士、太仆寺少卿、顺天府府尹等职。光绪十七年（1891年）出任山西布政使。官至山西巡抚。在山西发展洋务，开煤矿，创办工厂，兴建学校。戊戌变法失败后，被免职回乡。建有胡家花园。

## 著作
胡聘之任山西布政使期间，曾参撰《山西通志》。他还留心编拓石刻，编有《山右石刻丛编》40卷。